# Paragem de Nespereira do Vouga
A Paragem de Nespereira do Vouga foi uma gare da Linha do Vouga, que servia a povoação de Nespereira do Vouga, no Distrito de Viseu, em Portugal.

## História
Esta interface fazia parte do troço da Linha do Vouga entre Ribeiradio e Vouzela, que entrou ao serviço em 30 de Novembro de 1913, pela Compagnie Française pour la Construction et Exploitation des Chemins de Fer à l'Étranger.
Em 1 de Janeiro de 1947, a exploração da Linha do Vouga passou para a Companhia dos Caminhos de Ferro Portugueses.  O lanço entre Sernada e Viseu foi encerrado pela empresa Caminhos de Ferro Portugueses em 2 de Janeiro de 1990.

## Leitura recomendada
- SILVA, José Ribeiro da; Ribeiro, Manuel (2007). Os Comboios em Portugal. III 1.ª ed. Lisboa: Terramar - Editores, Distribuidores e Livreiros, Lda. 203 páginas. ISBN 978-972-710-408-6